# (2424) Tautenburg
(2424) Tautenburg ist ein Asteroid des Hauptgürtels, der am 27. Oktober 1973 von den deutschen Astronomen Freimut Börngen und K. Kirsch an der Thüringer Landessternwarte Tautenburg (IAU-Code 033) im Tautenburger Wald in Thüringen entdeckt wurde.
Der Asteroid wurde 1983 nach der Gemeinde Tautenburg im thüringischen Saale-Holzland-Kreises benannt, die im Jahre 1223 erstmals urkundlich erwähnt wurde und Standort der 1960 errichteten Thüringer Landessternwarte ist.